# Skull Man
Skull Man (スカルマン Sukaru Manes?) es un manga creado por Shōtarō Ishinomori que apareció en Shōnen Magazine en 1970. Fue uno de los primeros mangas en presentar a un antihéroe como protagonista, el cual en su búsqueda de venganza es capaz de sacrificar inocentes. La serie se estrenó en Fuji TV el 27 de abril de 2007, y cuenta con 13 capítulos, más el prólogo (que es una mezcla de realidad y 3D). La serie está dirigida por Takeshi Mori y escrita por Yutaka Izubuchi.

## Argumento
La historia comienza cuando un periodista vuelve a su pueblo natal en Otama, porque se rumorea que hay un hombre con la máscara de un cráneo matando a todo tipo de personas. Una vez llega a su pueblo natal, comienza a investigar la conexión que tenían las víctimas con una compañía farmacéutica local, una nueva secta religiosa y una criatura rara mitad animal y mitad hombre. Junto con una joven fotógrafa, decide desenmascarar al hombre con la máscara de cráneo. 

## Reparto de personajes
- Skull Man: Hiroshi Tsuchida
- Kiriko Mamiya: Ayako Kawasumi
- Maya Kuroshio: Fumiko Orikasa
- Akira Usami: Hiroyuki Yoshino
- Hayato Minagami: Makoto Yasumura
- Yoshio Kanzaki: Masayuki Katou
- Masaki Kumashiro: Toshiyuki Morikawa
- Tetsurou Shingyouji: Hideki Tasaka
- Kyouichirou Tachigi: Katsunosuke Hori
- Reina Shingyouji: Michiko Neya
- Gouzou Kuroshio: Osamu Saka
- Tsuyoshi Shinjou: Tomokazu Seki

- Datos: Q3048534